# Meßdorf
Meßdorf è un quartiere tedesco di 720 abitanti del comune di Bismark, situata nel land della Sassonia-Anhalt.
Fino al 31 dicembre 2009 ha costituito un comune autonomo.